# دييغو تيرازاس
دييغو تيرازاس (بالإسبانية: Diego Terrazas)‏ هو مدرب كرة قدم ولاعب كرة قدم بوليفي في مركز الدفاع، ولد في 23 فبراير 1987 في سانتا كروز دي لا سييرا في بوليفيا. لعب مع نادي ريال بوتوسي.

## وصلات خارجية
- دييغو تيرازاس على موقع إي إس بي إن إف سي (الإنجليزية)
- دييغو تيرازاس على موقع قاعدة بيانات كرة القدم.إي يو (الإنجليزية)
- دييغو تيرازاس على موقع Soccerway.com (الإنجليزية)